# St. Nicolai (Braunschweig)

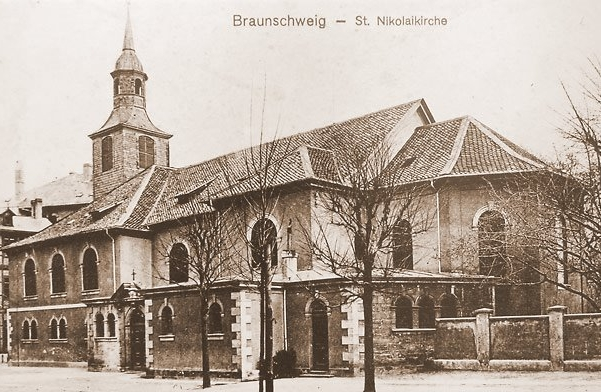
Die Nicolaikirche nach der Erweiterung um 1910

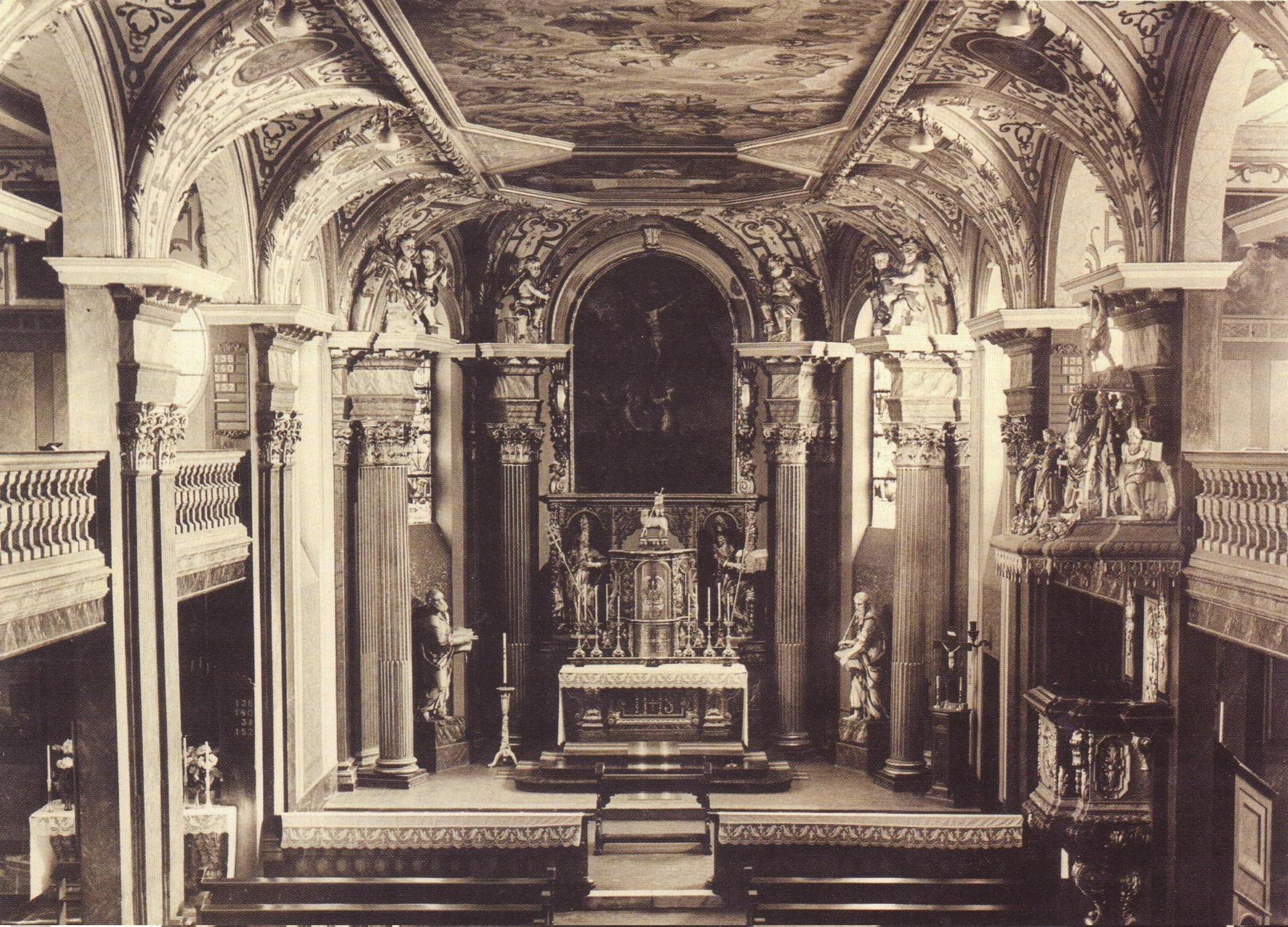
Innenansicht

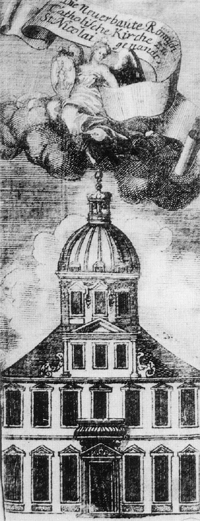
Entwurf der Nicolaikirche mit der nicht realisierten Kuppel, Nordseite ca. 1714

St. Nicolai war eine katholische Kirche und eines der bedeutendsten Barockbauwerke in Braunschweig. Sie wurde im Zweiten Weltkrieg vollständig zerstört. Die im 18. Jahrhundert durch Hermann Korb und Graf Damian Hugo von Schönenborn erbaute Kirche befand sich in einem Hinterhof an der Friesenstraße, heute befindet sich an ihrer Stelle der Schulhof der katholischen Grundschule Edith Stein. Ein erhaltenes Torportal erinnert an dieser Stelle noch an die zerstörte Kirche. Die katholische Gemeinde erhielt nach der Zerstörung der Nicolaikirche die Aegidienkirche am Ägidienmarkt als neues Gotteshaus.

## Geschichte
Die 1710 bis 1712 von Hermann Korb und Graf Damian Hugo von Schönborn erbaute und nach Süden ausgerichtete Fachwerk-Kirche lag an der Friesenstraße im Weichbild Altewiek und beherbergte auch die Gemeindeschule sowie die Pfarrwohnung. Gegen den Widerstand der Braunschweiger Geistlichkeit wurde sie durch Herzog Anton Ulrich in Auftrag gegeben und gestiftet; dieser war 1710 zum katholischen Glauben konvertiert. Die Ausmalung des Innenraums führte der kurz nach seinem Dienstherrn ebenfalls konvertierte Hofmaler Tobias Querfurt († 1734) aus.
Da Braunschweig 1528/31 sich dem lutherischen Glauben angeschlossen hatte, war die 1712 dem heiligen Nikolaus geweihte Nicolaikirche die erste katholische Kirche, die in Braunschweig seit der Reformation errichtet wurde. Direkt an der Kirche befand sich auch ein Friedhof.
Im frühen 20. Jahrhundert wurde die Nicolaikirche umgebaut und erweitert und schließlich am 17. Oktober 1908 neu eingeweiht.
Die Kirche wurde im Zweiten Weltkrieg, am 15. Oktober 1944, beim schwersten Luftangriff auf Braunschweig, der ca. 90 % der mittelalterlichen Innenstadt in einem Feuersturm vernichtete, zerstört und, wie fast die gesamte Bebauung an der Friesenstraße, nicht wieder aufgebaut.
Der katholischen Propsteigemeinde St. Nicolai, die ihr Kirchengebäude verloren hatte, wurde am 1. September 1945 die zuvor als Museum genutzte Braunschweiger Aegidienkirche übergeben. 1948 wurde der erste Gottesdienst im neuen Kirchengebäude gefeiert. Am 8. Dezember 1979 übernahm die Nicolai-Gemeinde den Namen St. Aegidien. Die katholische Gemeinde erlangte nach 1945 größere Bedeutung, da viele Vertriebene aus den ehemaligen deutschen Ostgebieten, vor allem aus Schlesien, nach Braunschweig kamen und somit die Anzahl der katholischen Bevölkerung anstieg (gegenwärtig ca. 12 %).

### Gedenken und Erinnerung
Teile der Nicolaikirche, nämlich Portal und einige Fenstereinfassungen, wurden 1968 an anderer Stelle, zwischen Echternstraße und Güldenstraße, entlang eines Parkplatzes als Spolien in eine Hauswand eingemauert, hier befanden sie sich anschließend bis zum Jahr 2011. Die äußere Fassung des Portals bildet heute das Eingangstor zum Schulhof Friesenstraße. Eine Portalfigur befindet sich in der Aegidienkirche.
Aufgrund der geplanten Bebauung des Parkplatzes mussten die Fassadenelemente von ihrem bisherigen Standort weichen. Als neuer Standort wurde der Braunschweiger Westpark vorgeschlagen. Derzeit sind sie nicht öffentlich zu besichtigen.
Des Weiteren erinnert der Name einer katholischen Pfadfindergruppe an die Kirche.
Im Zuge der Umgestaltung des Areals um die Friesenstraße, sollte ein im Jahr 2007 entstandener Platz entlang der Friesenstraße, in unmittelbarer Nähe des ehemaligen Standortes der Kirche, zu deren Erinnerung den Namen „Nicolaiplatz“ erhalten. Der Platz wurde schließlich St.-Nicolai-Platz benannt.

## Architektur

Das Portal der Nicolaikirche dient heute als Eingang zur Edith-Stein-Grundschule in der Friesenstraße, wo die Kirche vor ihrer Zerstörung 1944 stand.

Der Eingang zur Kirche war mit ionischen Pilastern geschmückt, darüber befand sich zwischen den Skulpturen des Glaubens und der Hoffnung in einer Nische eine Figur des heiligen Nikolaus. Der Vorderteil (Nordteil) des Gebäudes war als Wohnraum für die Geistlichen bestimmt und bestand aus zwei Stockwerken. Im Inneren befand sich über dem Eingang ein Gemälde der Himmelfahrt Christi.
Die Decke des Kirchenraums wurde durch römische freistehende Wandpfeiler getragen und bildete ein mit Holz verschaltes Spiegelgewölbe. Dieses Spiegelgewölbe war mit Freskomalereien bemalt. In der Mitte war ein Bild der Dreieinigkeit, rechts und links davon Bilder aus dem Alten und dem Neuen Testament.
Der Chorraum war mit einem Hochaltar mit mehreren Figuren ausgestattet, darüber befand sich ein großes Gemälde der Kreuzigung Jesu, sowie ein Bild des sterbenden heiligen Nikolaus und ein Bild mit dem Fall der Engel. Um den Altar befanden sich vier freistehende römische Säulen auf deren Oberseite sechs Engelsfiguren aufgestellt waren. Zwischen den Säulen waren Holzfiguren der Apostel Petrus und Paulus in Lebensgröße aufgestellt.

## Ausstattung
Die Nicolaikirche besaß mehrere liturgische Gefäße und Paramente. Ein Teil der Paramente wurde sogar durch Maria Theresia von Österreich geschenkt. Zu den Gefäßen gehörten: 1) Eine silberne Monstranz mit vergoldeten Verzierungen, 2) ein silbernes, ganz vergoldetes Ziborium, 3) zwei silberne Altarleuchter mit Figuren, 4) ein silbernes Weihrauchfass mit silbernen Ketten, Schiffchen und Löffel, 5) ein silberner Opferteller, 6) zwei Paar silberne vergoldete Messkännchen mit Teller, 7) ein silberner, ganz vergoldeter Kelch mit Patene und Löffel und vier weitere Kelche und ein silberner Kommunionsbecher, 8) eine 1814 durch den Herzog Friedrich Wilhelm geschenkte Säule mit silberner und vergoldeter Verzierung.

## Gemeindefriedhof Hochstraße
Der Friedhof der Nicolai-Gemeinde befindet sich in der Hochstraße unmittelbar neben dem Wasserturm auf dem Giersberg, wird aber seit 1901, dem Baujahr des Wasserturms, nicht mehr genutzt. Während der Zeit des Nationalsozialismus wurde er zwischen November 1942 und Ende 1944 zur Bestattung katholischer Kriegsgefangener, Zwangsarbeiter und Säuglinge benutzt. Bis 1994 verfiel der Friedhof, bis er auf deutsch-polnische Initiative schließlich um das Jahr 2000 in eine Gedenkstätte für die Opfer des Nationalsozialismus umgewandelt wurde.

## Reste

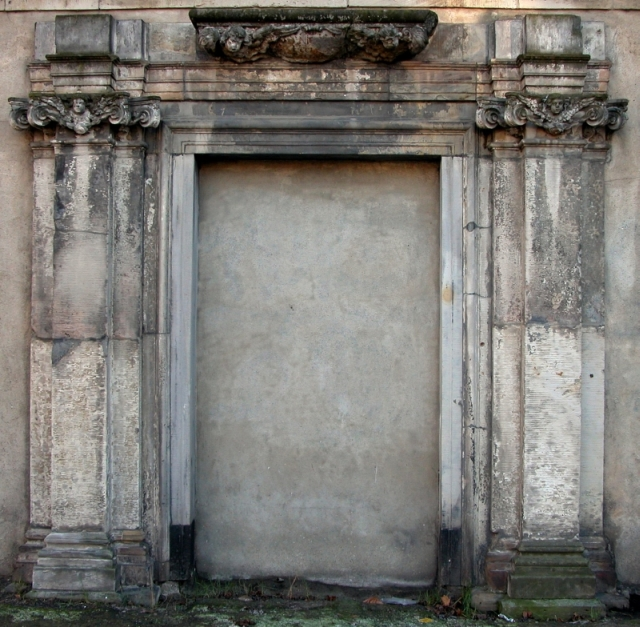
Die Reste des Portals (2006)
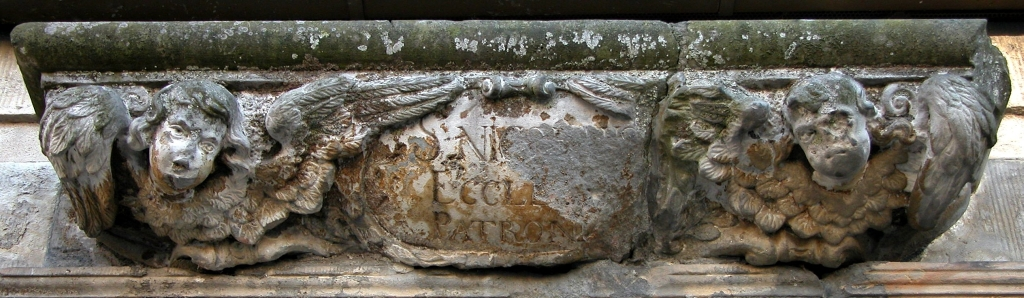
Sockelrest einer Nikolausfigur über dem Portal, Inschrift: S. NI(COLAUS) ECCL(ESIAE) PATRON(US), St. Nikolaus, Patron dieser Kirche
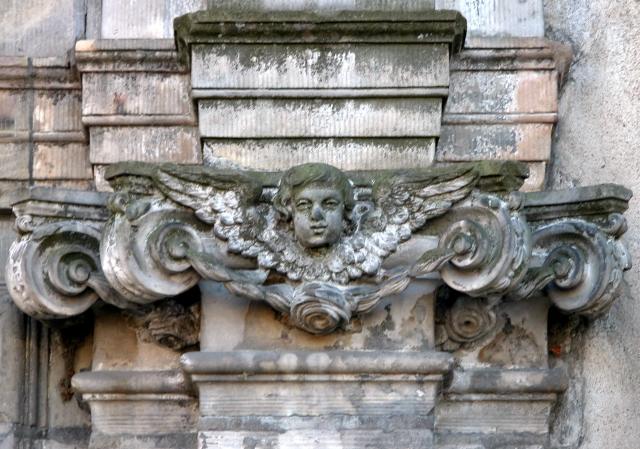
Kapitell des rechten Portalpilasters mit Engelskopf
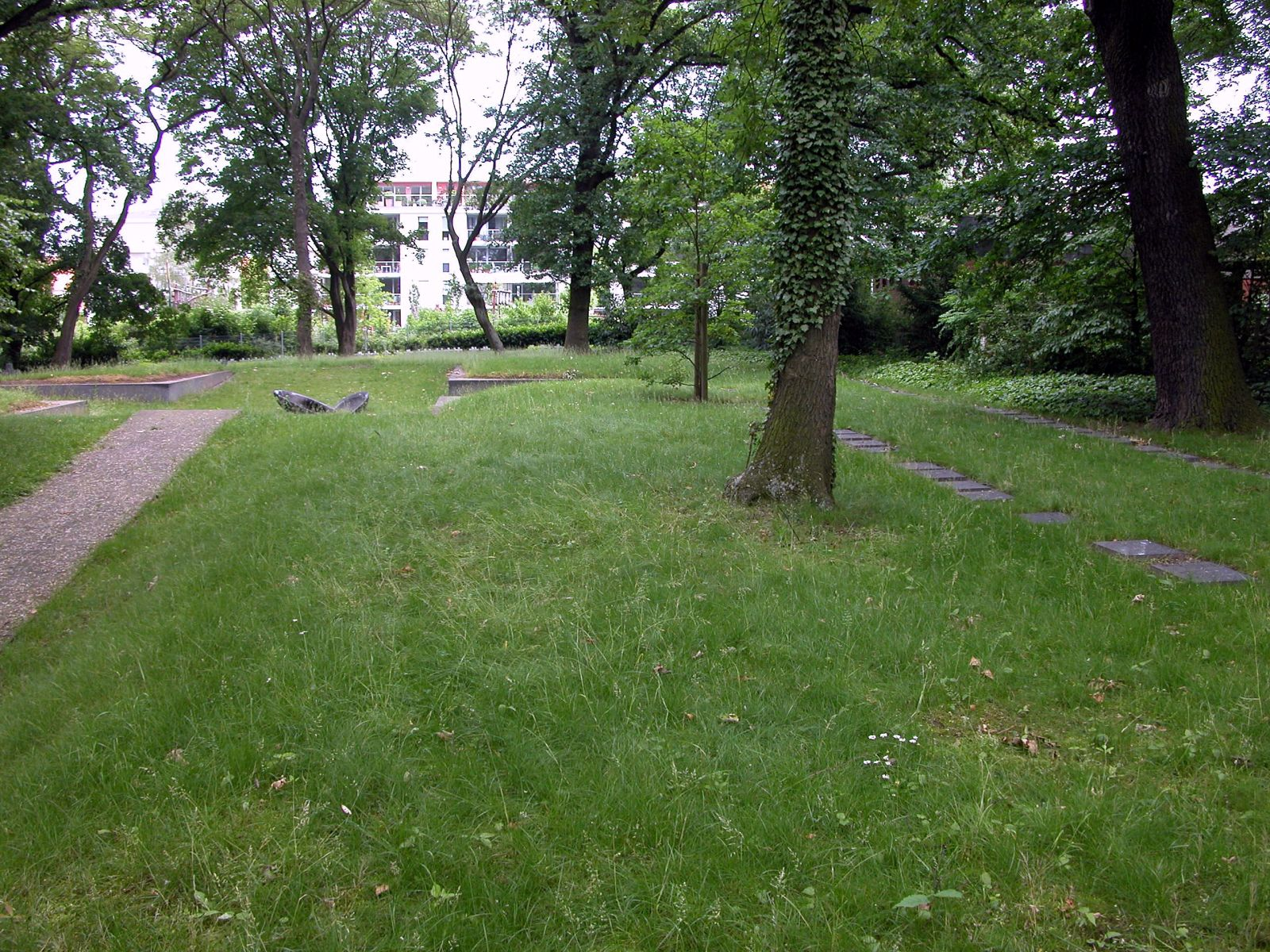
Ehemaliger Nicolai-Friedhof